# Зазавка
Зазавка (Жижавка) — потік в Україні у Львівському районі Львівської області. Правий доплив річки Бухти (басейн Вісли).

## Опис
Довжина потоку приблизно 2,22 км, найкоротша відстань між витоком і гирлом — 1,97  км, коефіцієнт звивистості річки — 1,13 . Формується декількома струмками.

## Розташування
Бере початок на північно-західній стороні від села Верхівці (колишнє Райтаровичі). Тече переважно на північний схід мішаним лісом і на південно-східній околиці села Боляновичі впадає у річку Бухту, праву притоку річки Вігору.